# إدوين ن. كلارك
إدوين ن. كلارك (بالإنجليزية: Edwin N. Clark)‏ هو محامي وعسكري أمريكي، ولد في 1902 في باركرسبيرغ في الولايات المتحدة، وتوفي في 1982 في فيرفيلد في الولايات المتحدة.